# Subandrio
Subandrio né le 15 septembre 1915 à Malang et mort le 3 juillet 2004 à Jakarta, est un homme politique indonésien.

## Biographie
Il est ministre des Affaires étrangères et premier adjoint Premier ministre de l'Indonésie sous le président Sukarno. Destitué de ses fonctions à la suite du coup d'État raté de 1965, il a passé 29 ans en prison.
L'orthographe "Subandrio" est officielle en Indonésie depuis 1947 mais l'orthographe plus ancienne Soebandrio est encore parfois utilisée.